# Escuela Superior Tizayuca
La Escuela Superior Tizayuca (ESTi) es una institución de educación media superior y superior, dependiente de la Universidad Autónoma del Estado de Hidalgo. Ubicada en el municipio de Tizayuca, en el estado de Hidalgo, México.

## Historia
El 2 de junio de 2001 inicio operaciones el campus Tizayuca, pero hasta el 6 de agosto de 2008 le fue cambiada la designación a escuela superior. A partir del año 2016, brinda atención en el nivel Bachillerato.

## Oferta educativa
La oferta educativa de la Escuela Superior Tizayuca es:
- Nivel medio superior
  - Bachillerato general
- Nivel superior
  - Licenciatura en Turismo
  - Licenciatura en Gestión tecnológica
  - Licenciatura en Tecnologías de la Información
  - Ingeniería en Automatización Industrial

## Directores
- Miguel Ángel Míguez Escorcia (2010-2011)[9]
- Sonia Saula Gayosso Arias (2011-2017)
- Fernando Navarrete Mendoza (2017-2019)[10]
- Sandra Zapata Salinas (2019-actual)

## Campus
Se encuentra en Tizayuca, sobre la carrettera Tizayuca–Pachuca, ocupa una extensión de 58 059.81 m². Cuenta con 2 módulos en los que se cuenta con 22 aulas, 6 laboratorios, 1 biblioteca, 3 áreas de cómputo, 1 centro de lenguas, oficinas administrativas, 1 auditorio y estacionamiento. Un tercer módulo contiene nueve aulas, cubículos, baños y SITE. Un cuarto módulo con 5 aulas que albergará a estudiantes del nivel Bachillerato. La cafetería tiene en su espacio una capacidad de 100 personas.